# Planeta dos Macacos: A Guerra
War for the Planet of the Apes (no Brasil, em Portugal e nos PALOP, Planeta dos Macacos: A Guerra) é um filme americano de 2017, dos gêneros ação e ficção científica, dirigido por Matt Reeves, com roteiro de Mark Bomback e Reeves baseado na obra de Pierre Boulle.
É a sequência de Rise of the Planet of the Apes, de 2011, e Dawn of the Planet of the Apes, de 2014, e também o segundo da trilogia dirigido por Reeves. Com elenco formado por Andy Serkis, Woody Harrelson, Steve Zahn, Amiah Miller, Karin Konoval, Judy Greer e Terry Notary, o filme segue o confronto entre os macacos, liderados por César e os humanos para a sobrevivência da espécie.
As filmagens começaram em 14 de outubro de 2015, em Vancouver. O filme estreou em Nova York em 10 de julho de 2017 e foi lançado nos Estados Unidos em 14 de julho de 2017, pela 20th Century Fox.
Embora sua arrecadação nas bilheterias tenha sido menor do que seu antecessor, ainda assim, foi considerado um sucesso comercial, arrecadando mais de 480 milhões, mundialmente. Foi aclamado pela crítica. O filme recebeu elogios por sua história, temas, direção, atuações (particularmente as de Serkis e Harrelson), cinematografia, efeitos visuais, sequências de ação e a forma como encerra a trilogia.

## Sinopse
Após os eventos de Planeta dos Macacos: O Confronto, César e seus macacos são forçados a um conflito mortal com um exército de seres humanos liderados por um coronel cruel. Após os macacos sofrerem perdas inimagináveis, César luta com seus instintos e começa sua própria busca para vingar a espécie. Esta jornada traz face a face César e o Coronel que serão colocados um contra o outro em uma batalha épica que irá determinar o destino de ambas as espécies e o futuro do planeta.

## Elenco

### Macacos
- Andy Serkis como César, um chimpanzé nobre e inteligente que é rei de uma tribo de macacos geneticamente melhorados.
- Steve Zahn como "Bad Ape", um chimpanzé que vivia em um jardim zoológico antes do surto de Gripe Símia.
- Karin Konoval como Maurice, um orangotango sábio e benevolente que é conselheiro de César.
- Terry Notary como Rocket, um chimpanzé nobre que é a figura do irmão de César.
- Judy Greer como Cornélia, a esposa de César.
- Max Lloyd-Jones como Olhos Azuis, filho de César e Cornélia.
- Michael Adamthwaite como Luca, um gorila da tribo de César, tenente dos macacos e amigo de César.
- Aleks Paunovic como Winter, um gorila albino da tribo de César.
- Alessandro Juliani como Spear, um chimpanzé na tribo de César.
- Ty Olsson como Rex, um gorila traidor que já foi um seguidor de Koba, e agora serve ao Coronel para derrotar César.

### Humanos
- Woody Harrelson como Coronel.
- Gabriel Chavarria como Preacher, um soldado Alpha-Omega.
- Chad Rook como Boyle, um soldado Alpha-Omega.
- Amiah Miller como Nova, a menina muda.

## Dublagem brasileira
Estúdio de dublagem - Delart
Produção
- Direção de Dublagem: Hércules Franco[11]
- Cliente: Fox[11]
- Tradução: Mário Menezes[11]
- Técnico(s) de Gravação: Rodrigo Oliveira[11]

Dubladores
- Cesar: Guilherme Briggs[11]
- Coronel: Hercules Franco[11]
- Macaco Mau: Manolo Rey[11]
- Preacher: Daniel Müller[11]
- Maurice: Mariângela Cantú[11]
- Red: Milton Parisi[11]
- Capitão: Maurício Berger[11]
- Boyle: Rodrigo Antas[11]
- Travis: Hugo Bonemer[11]
- Koba: Luiz Carlos Persy[11]
- Gunner: Flavio Back[11]
- Comandante: Paulo Bernardo[11]

## Produção

### Desenvolvimento
Em janeiro de 2014, a 20th Century Studios anunciou que Matt Reeves assinou contrato para dirigir e co-escrever a sequência de Planeta dos Macacos: O Confronto e que ele irá escrever o roteiro com Mark Bomback que já havia escrito o roteiro de Planeta dos Macacos: O Confronto junto com Rick Jaffa e Amanda Silver.
Em maio de 2015, foi revelado que o título do filme será Planeta dos Macacos: A Guerra.
Em agosto de 2015, foi anunciado que o ator Gabriel Chavarria estará no filme como um humano. Em setembro de 2015, foi confirmado no elenco de Planeta dos Macacos: A Guerra o ator Woody Harrelson que iria atuar como um humano e principal antagonista do filme. Em outubro de 2015, o ator Steve Zahn entrou para o elenco do filme, interpretar um macaco. Em outubro de 2015, também foi confirmado no elenco as atrizes Sara Canning e Judy Greer, que irão interpretar como Macacos, Judy Greer irá reprisar seu papel como a Macaca Cornélia e Sara Canning irá interpretar uma Macaca desconhecida. Em novembro de 2015, o ator Chad Rook foi confirmado no elenco como um humano.